# Эквестрия
Экве́стрия (англ. Equestria) — вымышленное государство, в которой разворачиваются все действия и события мультсериалов «Дружба — это чудо» и «My Little Pony: Pony Life». В Эквестрии живут в основном пони, но здесь также можно встретить и грифонов и драконов, и прочих животных и существ. С давних времен страной правили Принцесса Селестия (Сабона) и Принцесса Луна. В 25 серии 9 сезона две сестры передали власть Сумеречной Искорке и её друзьям.
Слово «Эквестрия» является транслитерацией от английского (язык оригинала) «Equestria», которое, в свою очередь, происходит от своего прилагательного Equestrian (эквестрийский), которое в обычном английском означает «связанный с верховой ездой», «конный» и происходит от Equus (лат. лошадь). Эквестрия находится на Конном континенте на планете земной группы, в точности похожей на Землю.
Эквестрия служит фоном для приключений Сумеречной Искорки и её друзей, стремящихся распространить магию дружбы по всей стране. Эквестрией правят четверо могущественных аликорнов принцесс: Селестия, Принцесса Дня; Луна, принцесса ночи и снов; Каденс, принцесса любви и семей; и Сумеречная Искорка, принцесса магии и дружбы.
День согрева очага — ежегодный праздник, посвященный основанию Эквестрии, которое описывается как примирение между единорогами, пегасами и земными пони..
Битцы (англ. bits) — официальная валюта Эквестрии и её территорий. Вместо английского упоминается, что они называют свой язык «понским»; однако, из-за того, что письменный английский встречается несколько раз в течение сериала, обычно понимается, что это английский под другим названием.

## История основания

### История до основания Эквестрии
«Первый Император Древней Эквестрии» - Грогар, Отец Монстров, впервые упоминается в «Шквале эмоций» (7-й сезон) и впервые встречается в «Начало конца» (9-й сезон). До того, как Три Племени объединились в одно, Грогар правил землей, которая впоследствии стала Эквестрией. Он создал ужасных монстров, чтобы терроризировать население; многие из его творений продолжают терроризировать Эквестрию по сей день. Ему противостоял пони по имени Порывистый Великий; Порывистый взял свой волшебный колокольчик и ослабил его, в результате чего он был изгнан.
«Величайший герой, который когда-либо жил» - Старсвирл Бородатый, по словам Искорки, был "ведущим экспертом во всём: трансфигурации, калибровке измерений, телепортации и так далее. «В своих попытках создать« заклинания времени» он вместо этого создал «заклинание обращения возраста» и успешно применил его на себе. Старсвирл создаёт более двухсот заклинаний и имеет посвященное ему крыло в архивах Кантерлота.

### Легенда об основании Эквестрии
Описывается в праздничном спектакле в серии «Hearth's Warming Eve» (2-й сезон).

## Государственное устройство и политика

### Форма правления
Ближе всего форма правления в Эквестрии к абсолютной монархии, но существенным отличием является одновременное нахождение у власти двух правителей — сестёр-аликорнов принцесс Селестии и Луны. Сложившиеся в стране отношения вписываются в теорию просвещённого абсолютизма.
В то же время, в каждом отдельном городе или регионе текущие вопросы часто решаются на общем собрании жителей, выдвижение на ту или иную роль происходит добровольно, часто по личной инициативе. Это свидетельствует об отсутствии жёсткой вертикали власти. То есть в большинстве своём отдельные населённые пункты можно рассматривать как общины или коммуны.

### Внутренняя политика и безопасность
Большинство вопросов города стараются решать своими силами (яркий пример был в серии «Яблоки раздора»), центральная власть предпочитает вмешиваться лишь в исключительных случаях. Так Принцесса Селестия приняла решение отложить свой визит в Понивилль в серии «Незваные гости» (1-й сезон) в связи с проблемами в Филлидельфии, или отправленные на помощь Чудомолний в серии «Секрет моего роста» (2-й сезон).
Чудомолнии хоть номинально и являются показательной группой лучших летунов Эквестрии, иногда выполняют и реальные задания, как было сказано выше, и являются военным образованием. Подтверждает это и факт открытия под их руководством Лётной академии с армейской дисциплиной и систематическими тренировками («Академия Чудо-молний», 3-й сезон).
У принцесс Селестии и Луны имеется личная стража: небольшие элитные отряды пегасов и единорогов, обеспечивающие безопасность правителей и порядок на важных мероприятиях. Вплоть до конца второго сезона руководил стражей Кантерлота Шайнинг Армор.

### Внешняя политика
К северу от Эквестрии располагается Кристальная империя. По словам Принцессы Селестии, состояние империи отражается и на Эквестрии, поэтому важно всеми силами помогать и поддерживать её. Для этой цели неоднократно на протяжении третьего сезона сюда направлялась Сумеречная Искорка с друзьями, а правление Кристальной Империей взяли на себя Принцесса Каденс и Шайнинг Армор.
В третьем сезоне можно также видеть, что Принцесса Селестия налаживала отношения с некой восточной страной, пригласив двух пони, представляющих её, на праздник в Понивилле.
В сериях «Свадьба в Кантерлоте, часть 1» и «Свадьба в Кантерлоте, часть 2» (2-й сезон) появляются оборотни, агрессивно настроенные существа, стремящиеся захватить Эквестрию. Хоть их нападение и оказалось неожиданным, в итоге они были побеждены и изгнаны из Эквестрии.

### Государственные праздники
- День летнего солнцестояния — летний праздник, посвящённый восхождению солнца («Магия дружбы, часть 1»), победе над Лунной Пони и возвращению принцессы Луны («Принцесса Искорка, часть 1»). Каждый год выбирается город, в котором Принцесса Селестия проводит праздничную церемонию, поднимая солнце из-за горизонта.
- Ночь кошмаров — праздник, проводящийся ночью («Затмение луны», 2-й сезон). Каждая пони мастерит костюм и участвует в нём в гуляньях. Традицией этого праздника является подношении жеребятами конфет к памятнику Лунной Пони в Вечнозелёном лесу. Мотив праздника очень похож на Хэллоуин.
- Канун Дня горящего очага — праздник, проводящийся зимой («Канун Дня горящего очага»). В этот день пони вспоминают, как образовалась Эквестрия, проникаются единением и дружбой. В Кантерлоте ставится большой спектакль, рассказывающий о древнейших временах. По многим признакам этот праздник схож с Рождеством, хотя по сути в этот день вспоминается объединение племён и становление страны. Так что скорее это похоже на День Независимости.
- День сердец и копыт — весенний праздник, посвящённый любви («День сердец и копыт»). В этот день пони делают открытки, часто в форме сердечек, и дарят их друг другу, признаваясь таким образом в любви. Романтика, витающая в воздухе, а также традиции и символы этого дня намекают на День святого Валентина.
- День Единолея — Годовщина дня когда Принцесса Селестия впервые подняла солнце. Это случилось ровно 1111 лет назад, когда ещё юная Селестия обрела силы поднимать солнце не лишаясь при этом магии (в предыстории говорится что до неё солнце поднимали Стар Свирл Бородатый и 6 единорогов, при этом те 6 единорогов лишались магии). Празднование этого дня нам было показано в 8 сезоне, в честь это Искорка решила поставить театральную постановку.

## Физико-географическая характеристика
Эквестрию, для простоты описания, можно разделить на три региона: южный, центральный и северный. На севере нужно выделить Кристальную империю, по-видимому, отличающейся от остального региона благодаря магии города.

### Рельеф, почвы, воды
Эквестрия, судя по всему, располагается на большом континенте, очертаниями напоминающем Северную Америку. На всей её площади крупные равнины разделены горными хребтами и высокими холмами. Почвы наиболее плодородны в центральном районе, чему способствует обилие рек и озёр. На севере преобладают скалы и плато, круглый год покрытые снегом и льдом. Южные земли представляют собой пустыню. Источники воды здесь редки.
Кристальная империя располагается на равнине, окружённой невысокими холмами, крупные водоёмы здесь отсутствуют, почвы, по-видимому, плодородны.

### Климат
В Эквестрии ярко выражены климатические пояса: от арктического на севере до сухого тропического на юге. В горах наблюдается высотная поясность, на вершинах нередок круглогодичный снежный покров.
В северном регионе часто бывают сильные осадки в виде снега, круглый год облачно, пасмурно, температуры очень низки. В центре уровень осадков и облачность регулируют пегасы, но, в целом, климат можно отнести к умеренному. Юг известен крайне засушливой погодой и обилием солнечного света.
Кристальная империя образует область вечного лета, здесь всегда тепло и солнечно, наблюдается резкий контраст со снегами севера.

### Флора и фауна
Юг и север страны не благоприятны для животных и растений, и, как следствие, подавляющее большинство видов встречается в центральном регионе. Стоит упомянуть, что в южных землях произрастают кактусы и колючки — засухоустойчивые растения, а также яблони и вишни, правда, требующие большого ухода в данном климате.
Растительный и животный миры центра Эквестрии очень разнообразны. Здесь имеется плотный травяной покров, обилие кустарников, деревьев разных видов. Недалеко от Понивилля раскинулся обширный Вечнозелёный лес. Подобное многообразие наблюдается и среди животных. В этом регионе проживает большое количество видов как привычных видов зверей (кролики, медведи, белки и так далее) и птиц (дрозды, голуби, дятлы и так далее), так и вымышленных (мантикор, гидра, драконы и другие), в том числе обладающих магическими способностями (древесные волки, кокатрикс и другие).
Вокруг Кристальной империи раскинулись луга и поля, кустарники и деревья встречаются редко. Животных в этой местности мало, достоверно известны лишь пасущиеся в окрестностях города овцы.

## Известные места

### Показанные

#### Кантерлот
Столица Эквестрии и дом для принцессы Селестии и принцессы Луны. Он так же являлся домом Искорки и Спайка до переезда в Понивилль. В Кантерлоте проходят крупные мероприятия, такие как «Грандиозный бал». Название Canterlot происходит от слияния Canter (легкий галоп) и Camelot (Камелот), британского королевства из легенд о короле Артуре. Вдохновением для создания Кантерлота для Лорен Фауст послужил город Минас Тирит из «Властелина колец». Древняя же версия Кантерлота была частично основана на древнем Риме. По словам Лорен Фауст, Кантерлот первоначально должен был называться «Кентербери» в честь исторического английского города, а название «Кантерлот» было предложено её мужем Крейгом Маккракеном.

#### Понивилль
Небольшой населённый пункт (англ. town — городок, посёлок; в одной серии первого и одной серии второго сезона — англ. village — село, деревня), в котором происходит большая часть событий сериала. Понивилль был основан земными пони, но в нём так же проживают пегасы и единороги. Понивилль известен своей сельскохозяйственной продукцией: яблоками, грушами, морковью и так далее - и является домом для фермы семьи Эпплов, единственного в Эквестрии источника домашнего яблочного варенья.
Понивилль изображен на карте мира как небольшая деревня недалеко от центра Эквестрии, в пределах визуального расстояния от Кантерлота и Клаудсдейла. Дизайн Понивилля основан на Баварии, с незначительным влиянием Американы.

#### Клаудсдейл
Клаудсдейл — большой город, расположенный в облаках, где проходят соревнования юных летунов и где создается погода для всей Эквестрии. Только пегасы живут и работают здесь, так как остальные виды не могут стоять на облаках. (В серии Школьные интриги. Часть 1, Старлайт использует заклинание, позволяющее ходить по ним). Это так же родной дом для Радуги Дэш и Флаттершай. Название является отсылкой к породе сильных рабочих лошадей и слова Cloud (рус. Облако) — Clydesdale.

#### Кристальная империя
Кристальная Империя появляется в третьем сезоне. В песне Балладе о Кристальной империи Искорка упоминает историю империи и кристальных пони, проживающих там. Кристальная империя является домом для Принцессы Каденс и Шайнинг Армора, ставшими правителями после победы над Королём Сомбра. Данная империя напоминает Древний Рим или Древнюю Грецию.
«Кристальное сердце» - самый священный магический артефакт империи, который обладает способностью поглощать, усиливать и отклонять эмоции. Хрустальные пони использовали его в мирное время, чтобы экспоненциально усилить силу любви и пробудить надежду и любовь по всей Эквестрии. Кристальная империя, несмотря на своё название, официально считается частью Эквестрии.

#### Мэйнхэттен
Большой город на востоке страны, показанный в сериях «Рарити покоряет Мэйнхеттен» и «История знаков отличия». Является домом для Бэбс Сид, а также тети и дяди Эпплджек. Мэйнхэттен — пародия на Нью-Йорк, Лонг-Айленд и Манхэттен. Изображен как крупный портовый мегаполис с множеством достопримечательностей, напоминающих достопримечательности Нью-Йорка.

#### Эппллуза
Город на юге Эквестрии. Впервые появляется в серии «Яблоки раздора», а после в самом начале серии «Гордость Пинки». По словам двоюродного брата Эпплджек, город был построен за один год и имеет все удобства. Главной достопримечательностью является Яблоневый сад, который, по совместительству, стал главным яблоком раздора между жителями и буйволами в серии «Яблоки раздора». Город основан на городах американского Дикого Запада и в основном вращается вокруг яблоневого сада, в котором проживают члены семьи «Эппл».

#### Лас-Пегас
Город на юго-западе. Радуга упоминает его, когда даёт краткий отчёт о разведке пегасов, сообщающих, что никакой опасности нет. Основан на городах Лас-Вегас и Парадайз, Невада. В оригинальной версии было написано «Лос-Пегас», а рядом располагалась надпись «Applewood», являющаяся отсылкой к Лос Анджелесу и Голливуду. Лас-Пегас присутствует на карте с апреля 2013 года. Впервые Лас-Пегас был показан в шестом сезоне в серии «Вива Лас-Пегас».

#### Фоал Маунтин
Также известна, как Жеребячья Гора. Это горная цепочка с четырьмя пиками северо-восточнее Кантерлота, если верить официальной карте Эквестрии. Сначала местные родственники прислали Эппл Блум оттуда ответ на приглашение слететься, после Санбёрст и Искорка расшифровали упоминание в дневнике Стар Свирла Бородатого в эпизоде «Борьба теней. Часть 1»: В основании Фоал Маунтин наш последний оплот. Она была показана в «Гордости Пинки» и «Королевстве Искорки. Часть 2», но не названа. Комиксы My Little Pony: Friendship is Magic № 38 и 39 посвящены турпоходу на Фоал Маунтин.

#### Понхендж
Понхендж — это волшебное скальное образование у подножия Фоал Маунтин, включённое в финал 7 сезона «Борьба теней». В этом месторасположении Стикс попытался воспроизвести артефакты Столпов Древней Эквестрии, и Столпы изгнали Пони Теней в межвременье. Географическое название произведено от Стоунхенджа.

#### Вечнозелёный лес
Вечнозелёный или Дикий лес (Everfree Forest) находится за пределами Понивилля. Лес живёт по своим законам: растения растут без чьей-либо помощи, животные заботятся о себе сами и погода меняется самостоятельно. В лесу находятся хижина Зекоры, а в самой чаще расположено Дерево гармонии, находящееся недалеко от Замка королевских сестёр.

#### Лес Эквестрии
Место проведения «Ежегодного Осеннего Забега» в серии «Осенний забег». Пони пробегают через лес, заставляя листву опадать с деревьев. Оригинальное название — White Tail Woods, возможно, является отсылкой к виду белохвостых оленей — white-tailed deer.

#### Болото «Фрогги Боттом»
Болото «Фрогги Боттом» показано в серии «Интуиция Пинки». Флаттершай переносит лягушек туда из-за перенаселения. Когда интуиция Пинки Пай предупреждает о чём-то очень плохом, Искорка, Эпплджек и Спайк отправляются туда, чтобы убедиться, что Флаттершай в порядке. Позже на болоте их преследует гидра, от которой они успешно уходят, перебравшись через бездну. Название является отсылкой к району «Foggy Bottom» в Вашингтоне.

#### Призрачное ущелье
Ущелье, наполненное опасностями, такими как кусты ежевики или пещерные угри. Радуга Дэш проводит там конкурс на звание «Лучшего питомца» в серии «Пусть лучший победит!». Ущелье также появляется в серии «Друзья навеки», где является одним из мест, куда подумывает переехать Мод Пай по окончании геологической школы.

#### Додж-Сити
Додж-Сити (или Ранчо Черри Холм) является старым городом в пустыне на западе, внешне напоминающим Эппллузу и появляющимся в сериях «Пропажа», а также «Разрушитель вечеринки». Название является отсылкой к городу Додж-Сити, штат Канзас.

#### Чарующий каскад
Чарующий каскад состоит из нескольких радужных водопадов. Это место является привалом для Эпплджек, Рарити, Радуги, Эппл Блум, Скуталу и Бель в серии «Неспящие в Понивилле».

#### Радужные водопады
Деревня в Эквестрии, появляющаяся в четвёртом сезоне в одноимённой серии. Как и Чарующий каскад, она состоит в основном из радужных водопадов, но ещё имеет несколько жилищ. В деревне проходит ежегодная Ярмарка обмена, показанный в серии «Честная сделка».

#### Тартар
Впервые упоминается в серии «Давно пора». Это место заключения злых существ, охраняемых трёхголовым псом — Цербером. Вновь Тартар упоминается в серии «Королевство Искорки. Часть 1», где Лорд Тирек содержался в заключении за преступление против Эквестрии (воровство магии), и откуда ему удалось сбежать. Во втором эпизоде Тартар впервые появляется перед зрителями, когда Тирек отправляет туда принцесс Селестию, Луну и Каденс, а после, под самый конец, когда Искорка с подругами освобождают принцесс и сажают Тирека в клетку.
В греческой мифологии Тартар находился глубоко под землёй ниже царства Аида и содержал в себе проклятых заключённых

#### Огненное болото
Огненное болото — туманное болото с огненными гейзерами, показанное в серии «Пони, которая присматривает за мной». Эппл Блум идёт через него, чтобы доставить пироги до места назначения, и встречает Химеру, которую побеждает Эпплджек.

#### Як-Якистан
Город, находящийся севернее Кристальной Империи и самая северная точка Эквестрии. Впервые он представлен в 11-й серии 5 сезона — «Разрушитель вечеринки», но там показаны лишь его врата. В городе живут яки - сильные, покрытые шерстью существа, способные своими прыжками сотрясать землю. Их правитель - принц Рутерфорд. Полноценно город показан в 11-й серии 7 сезона - «Избегая неприятностей», где Пинки Пай назначают официальным послом дружбы от пони к якам. Важную роль в сюжете играет праздник Якслурбертфест, явно отражающий, что большое место в культуре яков занимает снег.

#### Хаосвилль
Очень странное место, вероятно находящееся над Эквестрией. Представляет собой огромную фиолетовую пустоту, в которой почти не действуют законы физики и происходят странные вещи. Обитают на данной локации удивительные и странные создания (например, летающие барсуки). В хаосе парят летающие острова. Хаос является местом жительства Дискорда. Флаттершай отправляется к нему на чаепитие в серии "Нарушенная гармония".

#### Дымные Горы
Представлены взору в серии Хуффилды и МакКолты как обиталище семей Хуффилд и МакКолт. Обозначены на официальной карте Эквестрии.

#### Сомнамбула
Это деревня, расположенная среди пустыни, в Южной Эквестрии, известная по эпизоду седьмого сезона «Дэринг Ду уходит?». Деревня названа в честь одного из столпов. Также деревня похожа на Египет.

#### Глухое Заболотье
Это деревня на болоте, задействованная в серии 7 сезона «Полезная информация». Это родные края мага Медоубрук и Кэттейла. Данный населённый пункт представлен на официальной карте Эквестрии по-разному — имеют место два оригинальных написания с различным контекстным переводом:
- англ. "Hayseed Swamps" — «Болота Сенного Семени»;
- англ. "Haysead Swamps" — «Сенное Гнездо на Болотах».

#### Нигогорский водопад
Название обыгрывает Ниагарский водопад. Невнятно задействован в «Королевстве Искорки. Часть 2», слегка в восьмом эпизоде «Сердешного альбома Малышки Флурри Харт» и нормально распознаваем на «Деле, бывшем в дирижабле». Козёл спустил Твайлайт Вельвет по нему в бочке во время круиза.

#### Холлоу Шэйдс
В Холлоу Шэйдс отправляются главные героини, Старлайт Глиммер, Санбёрст и Столпы Древней Эквестрии, чтобы победить Пони Теней. Это мрачный и покинутый город, в подземелье которого расположено загадочное и мрачное помещение — Колодец Тени, более всего напоминающее храм Пони Теней как древнего и тёмного божества. По всей видимости, Колодец разрушился во время победы над Пони Теней.

### Упоминаемые

#### Балтимэр
Город, упоминаемый Радугой в серии «Давно пора». Радуга ссылается на него, когда даёт краткий отчёт о разведке пегасах, вернувшихся оттуда. Расположен на юго-востоке страны. Пародия на Балтимор.

#### Троттингем
Город упоминает Рарити в серии «Мастер взгляда», когда она шьёт двадцать платьев для его жителей. В серии «Затмение луны» Пипсквик говорит, что раньше жил там. Вероятно, название города происходит от Ноттингема — английского города, связанного с циклом баллад о Робине Гуде.

#### Хуфингтон
Деревня, упомянутая Трикси в серии «Хвастунишка» как место сражения с урсой. Из рассказа можно понять, что деревня находится возле Вечнозелёного леса. В оригинальном названии — Hoofington — суффикс «-ington» пришёл из старого английского и означал «маленькая деревня».

#### Филлидельфия
Город, впервые упомянутый в серии «Незваные гости». Принцесса Селестия отменяет визит в Понивилль и отправляется туда из-за «невероятно прожорливых существ», возможно параспрайтов. Город упоминает Кренки Дудл в серии «Друг на всю жизнь» как своё предыдущее место проживания. В серии «Ураган Флаттершай» Радуга рассказывает, что жители этого города поставили рекорд в 910 крыловатт, а в серии «Слёт семьи Эппл» большое количество родственников прибывает из Филлидельфии и его окрестностей. В серии «Экзамен на раз, два, три!» Эпплджек рассказывает, что Бабуля Смит вывела свой первый сорт яблок там.
Лорен Фауст в интервью рассказала, что хотела сделать Филлидельфию местом основных событий, но позже выбрала Понивилль. Город является отсылкой к городу Филадельфия, в котором проживает семья Лорен.

#### Мустанджия
Место, упомянутое мисс Пичботтом в серии «Игры, в которые играют пони». В эпизоде она рассказывает Шайнинг Армору, что является «просто обычным мустангом из Мустанджии».

#### Седлостан
Упоминается в серии Магическая дуэль. Принцесса Селестия прибывает в Понивилль с двумя представителями этого региона.

#### Мэйртония
Упоминается в эпизоде «Третий лишний» принцессой Каденс. Пещеры Мэйртонии были открыты и изучены Свирлом Бородатым. В начале серии «Королевство Искорки. Часть 1» показываются герцог и герцогиня Мэйртонии. Название города является отсылкой к государству Мавритания.

#### Ванхувер
Вначале показывается, но не упоминается по имени в сериях «Дэринг Доунт», «Гордость Пинки» и «Королевство Искорки. Часть 2». Упоминается Радугой Дэш в серии «Высший пилотаж», а позже упоминается снова в серии «Идеальная пара» как место, куда переехали Гранд Пеа и его семья, чтобы расширить свой семейный бизнес. Название является аллюзией на Ванкувер.

#### Из серии Слёт семьи Эппл
В серии «Слёт семьи Эппл» Эппл Блум упоминает несколько городов. Все они присутствуют на официальной карте Эквестрии. Их список:
- Йондер Хилл
- Хэллоу Шейдс
- Галлопин Гордж
- Фоал Маунтин
- Толл Тейл Таун

#### Серебряные берега
Первый раз упоминаются в серии «Начало конца. Часть 1» Принцессой Луной, как место, куда она давно мечтает попасть отдохнуть с Селестией.
Упоминаются в серии «Точка невозврата» новым жителем дома Дасти Пейджес, как одно из «серебряных» мест Эквестрии, где Дасти может проживать.
Также упоминаются Принцессой Луной в серии «Последняя проблема». Туда она с Принцессой Селестией отправляются после коронации Сумеречной Искорки.

#### Абиссиния
Впервые показана в линейке комиксов: My Little Pony — The Movie Prequel.
Абиссиния - королевство, располагающееся на одноимённом континенте за землями грифонов; разделено с ними морем и небольшим проливом на юге земель грифонов и западе земель Абиссинии. Королевством управляет чета монархов в лице Короля и Королевы, принадлежащих расе антропоморфных кошачьих типа Чаммера. Население преимущественно той же расы, представители других видов и рас представлены во втором из известных городов Клуджтауне и представляют собой антропоморфных рептилий, грызунов и рыб, ведущих сухопутный образ жизни. Имеет ли королевство контроль над Клуджтауном - неизвестно. До экспансии Короля Шторма королевство было независимо, но после поражения столицы власть получил Король Шторм, но ненадолго, так как он сам от неё отказался, желая получить лишь магические артефакты королевства. После поражения Короля военные действия в регионе были прекращены. В комиксе есть упоминание времен, когда Чейнджлинги во главе с Королевой Кризалис жили на территории Абиссинии; момент времени их миграции в Эквестрию неизвестен. Территория страны пустынна, визуальна сопоставима с землями деревни Сомнамбула.

## Население
Большую часть населения Эквестрии составляют пони: земные, пегасы и единороги. По некоторым данным, земных пони несколько больше. Также в процессе сериала можно видеть, что в стране проживают:
- Драконы. Большей частью обособленная группа, мигрирующая по центру Эквестрии;
- Бизоны. Племя, обитающее на юге страны вблизи городка Эппллуза;
- Алмазные псы. Небольшая стая обитала под землёй вблизи Понивилля;
- Коровы. Небольшие стада, судя по всему, обитают вблизи многих городков.
- Гиппогрифы.
- Грифоны.
- Кирины.
- В официальных комиксах — олени.

Также встречаются ослы (например, в «Настоящий друг»), Минотавр («Настоять на своём»), зебра (Зекора, впервые появляется в «У страха глаза велики»).
Население распределено по Эквестрии очень неравномерно и сконцентрировано в населённых пунктах, порой находящихся на большом удалении друг от друга. Неравномерно население и по составу. Так например, пегасы большей частью живут в городах, построенных в облаках, и на земле встречаются заметно реже остальных пони, а, как уже было сказано, бизоны и драконы предпочитают небольшие общины.

### Язык и письменность
Всё население Эквестрии разговаривает на одном языке, хоть и имеется несколько выраженных наречий: для примера, «техасский» говорок Эпплджек и её родственников с юга или официально-пафосная манера речи бомонда Кантерлота.
В эпизоде «Магия дружбы. Часть 1» можно видеть, что в старых книгах, одну из которых читает Искорка, используется пиктограммное письмо, напоминающее древнеегипетские иероглифы. На момент же действия сериала разговорный и письменный язык пони полностью соответствует человеческому английскому языку, хотя и с заменой некоторых слов на похожие по звучанию — например, «anypony» (рус. букв. «понибудь») вместо «anybody» (рус. «кто-нибудь») или «what the hay» (рус. букв. «какого сена»; существовало и раньше как эвфемизм) вместо «what the hell» (рус. «какого чёрта»). Об англоязычной письменности можно судить по нескольким подсказкам: в серии «Незваные гости» показан недописанный плакат «Welcome Princess Celest…», в серии «Магия дружбы. Часть 1» Спайк испытывает трудности в записи слов, проговаривая и пытаясь их записать по буквам, а в мультфильме «Девочки из Эквестрии» Искорка смогла расписаться в списке Пинки Пай, хотя в мире людей, опять же, используется английский язык.
Для записи чисел, как и в мире людей, используются арабские цифры (например, на табло в серии «Осенний забег»).

## Экономика
Эквестрия является преимущественно аграрной страной с сильно развитой торговлей.

### Финансы
По всей Эквестрии действует твёрдая валюта — монеты или битсы. В небольших городах нередок бартер. Также, иногда в качестве денег используются кристаллы и драгоценные камни.
Экономика страны очень устойчива, ни одно из известных на данный момент событий не смогло пошатнуть стабильность в стране.

### Сельское хозяйство
Фермерские угодья чаще располагаются на юге страны, в более тёплых регионах. Есть таковые и в центре, в частности в Понивилле.
В этом городке расположена большая ферма «Сладкое яблочко». Здесь выращивают большое количество сортов яблок, некоторые овощи, готовят из них разнообразные продукты на продажу. Помимо этого, в Понивилле имеются крупные поля, засеиваемые различными овощами и цветами.
На юге известны фермы в двух городах: Эппллуза и Додж Джанкшн.
В Эппллузе расположен большой яблочный сад. Хоть климат здесь тёплый, почвы не слишком плодородны, и недостаёт осадков. Но, несмотря на это, яблони дают щедрый урожай, пусть для этого и приходится прилагать много усилий («Яблоки раздора»).
Додж Джанкшн известен своей вишнёвой фермой. При ней имеется небольшой фасовочный цех. В мультсериале она показана в серии Пропажа.
Также в малых городах местные жители имеют небольшие огороды вблизи своего дома, где выращивают для себя овощи или цветы. Некоторые жители держат кур. Иногда можно видеть коров, свиней.

### Промышленность
Самым известным предприятием в Эквестрии можно назвать Фабрику погоды в Клаудсдейле. Здесь непрерывно производят радугу и облака. Именно для этой фабрики пегасы Понивилля доставляли смерчем воду в серии «Ураган Флаттершай». Здесь же 6 главных героинь были на экскурсии в серии Звуковая радуга.
В Эквестрии расположена ферма камней, которой владеют родители Пинки Пай, и где выросла она сама. Здесь же работала Трикси («Магическая дуэль»).
В Эппллузе имеется крупная пекарня, на которой в серии «Яблоки раздора» местные жители в короткий срок смогли испечь огромное количество яблочных пирогов.
В серии «Пропажа» главные героини работали на конвейере при вишнёвой ферме Додж Джанкшн, владелицей которой является Черри Джубили.
Недалеко от Понивилля располагается гидроэлектростанция («Таинственный защитник»).
Также в сериале встречается множество материалов и предметов (ткани, доски, бытовая утварь и другие), предположительно изготовленных промышленным методом, но эти производства на данный момент показаны не были.

### Торговля
Во всех городах Эквестрии имеется множество магазинов, встречаются рынки. В основном торговля идёт продуктами питания, бытовой утварью, одеждой.
Отдельно стоит упомянуть Филси Рич, отца Даймонд Тиары. На момент действия сериала у него имелось огромное состояние, сколоченное на торговле по всей Эквестрии. В серии «День семьи» упоминается, что этот бизнес начал ещё его дед, торгуя вольтяблочным джемом, и, по-видимому, дело передаётся из поколения в поколение.

## Транспорт и связь

### Транспорт
По всей территории Эквестрии проложена железная дорога. Пожалуй, её можно назвать основным видом транспорта, связывающим самые отдалённые уголки страны. По путям ходят паровозы с несколькими вагонами разных типов: с сидячими местами, спальные вагоны разных классов, грузовые. Иногда состав движется за счёт нескольких земных пони в общей упряжке («Яблоки раздора»). Также в Мейнхэттене работает метрополитен.
Также, по ходу сериала можно видеть воздушный шар. В основном он используется для перемещения на небольшие расстояния, или для наблюдения, например, за спортивными мероприятиями («Осенний забег»). Ещё существуют дирижабли показанные в разных сериях.
Неоднократно можно видеть колесницы, телеги, фургоны, запряжённые пегасами, и перемещающиеся по воздуху. Подобные роскошные кареты есть у принцесс Селестии и Луны. На схожем транспорте прибыли в Понивилль Искорка и Спайк. Часто таким методом перевозят грузы.
В серии «Настоящие сёстры» видно, что родители Рарити и Бель приехали на такси: четырёхколёсной крытой повозке, запряжённой земным пони.

### Связь и СМИ
В Эквестрии действует почта. В основном в ней заняты земные пони, иногда встречаются пегасы, на дальние расстояния доставка, вероятно, происходит поездом.
Оригинальный способ пересылки писем и другой мелкой корреспонденции можно видеть во всех сериях первого и второго сезона, когда Спайк отправлял и получал письма Принцессы Селестии своим зеленоватым пламенем.
На данный момент известны две газеты: Понивилль Экспресс и школьная газета. Выпускается она в Понивилле силами учащихся местной школы («Секреты и тайны Понивилля»). Иногда мельком в кадре появляются журналы.

## Образование и наука

### Образование
В Эквестрии имеются начальные школы. Одна из них имеется в Понивилле, впервые показанная в серии «Отличительные знаки». Здесь пони получают общие знания об устройстве мира.
Все школы Эквестрии находятся под руководством «ЭОО» (Эквестрийская организация образования). Школа не может работать без её аккредитации.
В облачных городах организованы лётные школы, где молодые пегасы и иногда другие летающие существа получают базовые навыки полётов. Лётная школа Клаудсдейла упоминается в серии «Заносчивый грифон», показана она была в серии «История знаков отличия».
В этой же серии упоминается находящаяся в Кантерлоте Школа Принцессы Селестии для одарённых единорогов. Здесь должна была сдать вступительный экзамен Сумеречная Искорка, но волей случая стала ученицей и протеже самой Принцессы Селестии.
В третьем сезоне показана Лётная академия, куда была принята Радуга Дэш. Расположена она на высокой скале, увенчанной широким плато. В основном, программа состоит из обучения полёту в экстремальных условиях и управлению погодой. Хотя нравы здесь армейские, его, наверно, стоит отнести к образовательным учреждениям.
В городах имеются библиотеки. Например, библиотека в Понивилле или библиотека имени Стар Свирла Бородатого в Кантерлоте.
Многие пони также получают знания и умения сами или от родственников, близких. Часто полученные такими образом навыки становятся в итоге их профессией и источником получения Знака отличия.

### Наука и техника
Хотя в Эквестрии балом правит магия, не обошёл её стороной и технический прогресс.
Во-первых, во многих сериях можно видеть интересные механизмы, такие как конвейеры, краны и подъёмники различных конструкций. Эти устройства обычно приводятся в действие силой пони. Покорилось небо не только пегасам: в нескольких сериях можно видеть воздушный шар, дирижабли и забавный веловертолёт Пинки Пай, также в одной из серий четвёртого сезона промелькнул вертолёт, предположительно приводимый в движение мышечной силой.
Обуздали пони и силу пара. Подтверждается это в серии «Загадочное преступление в поезде Дружбы», где показывается, что паровоз движется не за счёт какого-либо заклинания.
Несколько необычно смотрится ГЭС вблизи Понивилля, так как единственным поняшьим устройством, предположительно использующим электричество был самописец Искорки из серии «Интуиция Пинки». Настольные электрические лампы показаны в сериях "Читай и наслаждайся" (Радуга от скуки щелкает такой лампой в госпитале) и "Суперпони" (Спайк при её свете читает ночью комикс, мешая спать Искорке). Хотя Сверхскоростная соковыжималка 6000 снабжена магической энергией, на ней работают лампы, а наверху газоразрядная, что есть явная электроника. В эпизоде «Нарушенная гармония» у Дискорда есть четыре смартфона, которыми увлечена его группа поддержки во время примерки подходящего костюма для чаепития. Явно электронной является и музыкально-диджейская установка Винил Скрэтч.
Пони также знакомы с астрономией, математикой, возможно и другими науками. Системный подход нередко используется и в отношении магии: заклинания, мистические события, знания о мире и сказочных существах его населяющих накапливаются, классифицируются и записываются в книги.

## Культура и искусство

### Изобразительное искусство
Наиболее часто в городах Эквестрии встречаются статуи, высеченные из камня. Такая, например, украшает фонтан в Понивилле. Встречаются и живые скульптуры, выстриженные из кустов.
Отдельно стоит упомянуть витражи в замке Кантерлота, изображающие различные исторические события.

### Архитектура
Общего архитектурного стиля города Эквестрии не имеют. Здесь можно встретить и простые деревянные дома в стиле Дикого Запада в южных городах, и многоэтажные строгие здания Мэйнхэттена. А наравне с аккуратными домиками Понивилля встречаются роскошные дворцы Кантерлота в средневековом стиле и монументальные строения облачных городов с их колоннами, арками и портиками в античном стиле.

### Музыка
В Эквестрии встречается множество стилей и направлений музыки. Так в высшем обществе предпочитают спокойную инструментальную, симфоническую. В небольших городах часто звучат весёлые танцевальные композиции. На юге популярен кантри. На вечеринках играют и электронную музыку, как например в серии «Рождённая для успеха» во время показа мод, или во время развлечений после свадебной церемонии принцессы Каденс и Шайнинг Армора. Не стоит забывать и о том, что многие пони обладают неплохими вокальными данными. Часто исполняют мелодии живой оркестр или несколько музыкантов, хотя можно встретить и граммофонные записи.

### Театр и кинематограф
Во многих городах Эквестрии имеются театры или залы, где возможно проведение театральной постановки. В серии «Канун Дня горящего очага» в зале Кантерлота был поставлен большой спектакль, рассказывающий о истории образования страны. Небольшие постановки случаются и в других городах. Часто в постановках участвуют непрофессиональные актёры. Развита самодеятельность и в школах.
Стоит упомянуть, что, по-видимому, в Эквестрии зарождается кинематограф, если судить по анимированной презентации, проведённой Радугой Дэш в серии «Ураган Флаттершай». Впоследствии, это предположение подтвердилось в серии «Плохое яблоко», где искатели знаков отличия сидели в кинотеатре.

### Кухня
Несмотря на то, что пони, по сути, травоядные, кухня в Эквестрии достаточно разнообразна. Это и всевозможные салаты из овощей, фруктов, цветов, разнообразная выпечка и сладости, сэндвичи и бутерброды, супы. Многообразие блюд можно представить хотя бы из серии «Магия дружбы, часть 1», где семья Эппл демонстрирует Искорке и Спайку десятки блюд из яблок.
Забавный момент можно увидеть в серии «Яблоки раздора», когда Брейбёрн устраивает беглую экскурсию по Эппллузе и среди прочего показывает бар «Солёный ключ». Видимо соль действует на пони как алкоголь, что интересно, учитывая, что она является обязательным ингредиентом многих блюд.

## Спорт и отдых

### Спортивные соревнования
В Эквестрии проводится большое количество спортивных соревнований различного уровня: как местных, так и общеэквестрийских; собирающих большое количество зрителей и участников.
Так в серии «Осенний забег» показано одноимённое соревнование, призванное, в первую очередь, сбить пожелтевшую листву с деревьев. И в виде дружеского состязания определить лучшего бегуна. Является важной традицией Эквестрии. В этой же серии Эпплджек и Радуга Дэш затеяли в Понивилле соревнование «Железная пони», чтобы выяснить, кто из них лучшая спортсменка. Их импровизированный турнир собрал много болельщиков.
В серии «Звуковая радуга» в Клаудсдейле проводилось Состязание Лучших Юных Летчиков, собравшее пегасов со всей страны. Друзья так хотели поддержать участвовавшую Радугу Дэш, что Искорка даже нашла заклинание, позволяющее земным пони и единорогам ходить по облакам. Посетила соревнование и сама Принцесса Селестия. Главным призом была возможность провести целый день в компании лучших пилотов — Чудомолний.
Среди земных пони в каждом поселении проводится своё соревнование — родео. Раз в год в Кантерлоте среди лучших представителей проходит чемпионат Эквестрии. В серии «Пропажа» Эпплджек в качестве участника от Понивилля участвует в нём, но занимает лишь второе место. Её надежда на получение денежного приза за золотую медаль не оправдываются, что служит поводом для поддержки со стороны друзей. Ведь пони страшно разочаровывается в себе из-за того, что за всё время так и не смогла выиграть ни одного родео.
В серии «Игры, в которые играют пони» упоминаются Эквестрийские игры. По сути, это олимпиада, включающая различные виды спорта и каждый раз проводящаяся в разных городах. В серии рассказывается, что в этот раз игры должны пройти в Кристальной империи, за что особенно переживает Радуга Дэш, так как в прошлом, когда она была маленькой, её родной Клаудсдейл не смог доказать готовность к столь важному мероприятию (в тот год игры принял город Филлидельфия). Данные игры напоминают Олимпийские игры. Учитывая, что 4 сезон 24 серия была создана в 2014 году во время реальных игр.

### Развлечения
Как уже было сказано выше, в Эквестрии очень популярен театр. Независимо от того, будь это большой спектакль или малая школьная постановка, зрительный зал не останется пустым.
Пони предпочитают также устраивать вечеринки и встречи, часто приуроченные к праздникам. Самой известной вечеринкой Эквестрии, на которую желает попасть каждый, является, конечно же, Грандиозный бал Гала-концерт в Кантерлоте, упомянутый в серии «Приглашение на бал» и показанный в «Самый лучший вечер».
Вечеринки устраиваются и в меньших масштабах. Безоговорочно лучшей в организации праздников можно назвать Пинки Пай. Уже в самой первой серии можно наблюдать устроенную ею приветственную вечеринку-сюрприз для Искорки и Спайка. На протяжении сериала много раз удаётся наблюдать подобные празднества с Пинки в главной роли.
Часто можно видеть пони, отдыхающих в спа-салонах или кафе. Встречаются разнообразные развлекательные заведения, вроде боулинг-клуба, кинотеатра, некоторых других.
Нередко пони предпочитают отдыхать на природе: устраивать пикники в парке, ходить в походы, на пляжи.